# Мінамі-Сацума

Міна́мі-Сацу́ма (яп. 南さつま市, みなみさつまし, МФА: [mʲinamʲi sat͡suma ɕi̥]?) — місто в Японії, в префектурі Каґошіма. Розташоване в південно-західній частині префектури, на узбережжі Східно-Китайського моря.   Виникло на основі середньовічного піратського поселення. Отримало статус міста 2005 року. Площа становить 283,37 км². Станом на 1 липня 2012 року населення складало 37 501  осіб, густота населення — 132 осіб/км².  Основою економіки є сільське господарство — рисівництво, вирощування перцю, мандаринів, винограду; рибальство — вилов тунця; виноробство, ювелірна справа.   

## Географія
Мінамі-Сацума лежить на півострові Сацума, на узбережжі Каґошімської затоки Східно-Китайського моря. Місту належать прилеглі групи островів Уджі та Кусаґакі. Рельєф Мінамі-Сацуми гірський. Найбільші вершини — Кімпо, Наґая і Нома. Центрально-північною частиною міста протікають річки Каседа і Маносе.

## Історія
Населені пункти на території Мінамі-Сацуми з'явилися у період Джьомон. У 735 році на березі сучасного кварталу Боноцу висадився китайський буддистський провідник Ґанджін, засновник буддистської секти Рішшю. У середньовіччі узбережжя Мінамі-Сацуми було базою японських піратів, одним з центрів контрабандної японсько-китайської торгівлі. У 15 столітті район сучасної Каседи був одним з осередків самурайського роду Шімадзу. Тут стояв замок Беппу, з якого голови цього роду розпочали об'єднання Кюшю.
Засноване 7 листопада 2005 року шляхом злиття таких населених пунктів:
- міста Каседа (加世田市)
- містечка Касаса повіту Касанабе (川辺郡笠沙町)
- містечка Оура (大浦町)
- містечка Боноцу (坊津町)
- містечка Кімпо (金峰町)